# Emanuele Custo
Emanuele Custo (Palermo, 30 gennaio 1765 – Palermo, 8 luglio 1829) è stato un vescovo cattolico italiano.

## Biografia
Nobile dei baroni di Franco e di Corte Vecchia, fu ordinato sacerdote il 7 marzo 1789 a Palermo, città dove era nato e dove compì gli studi presso il Seminario. 
In seguito alla morte del padre, il barone Giovanni Battista Custo, ne ereditò il titolo ed il patrimonio.
Come prete si dedicò molto alla causa dei poveri per i quali realizzò anche un reclusorio.
Il 10 luglio 1816 il re Ferdinando III di Borbone lo propose come vescovo di Mazara al papa Pio VII che lo nominò il 23 settembre seguente e lo ordinò personalmente sei giorni dopo a Roma.
Divenuto vescovo di Mazara si distinse per la sua azione di opposizione all'operato della carboneria contro la quale pubblicò diversi documenti emessi dal Vaticano ed avviò diversi procedimenti contro alcuni esponenti del clero di Mazara sospettati di appartenere a tale organizzazione.
Nel suo testamento destinò la sua argenteria alla Cattedrale ed all'Ospizio de poveri e la sua ricca biblioteca al Seminario.

## Stemma
Partito, nel 1° d'azzurro con albero al naturale accostato da un leone d'oro, sormontato da una cometa d'oro ondeggiante, nel 2° d'azzurro con tre bande d'oro sormontate da due gigli e stella; sul tutto un braccio con armatura e mazza.

## Genealogia episcopale e successione apostolica
La genealogia episcopale è:
- Cardinale Scipione Rebiba
- Cardinale Giulio Antonio Santori
- Cardinale Girolamo Bernerio, O.P.
- Arcivescovo Galeazzo Sanvitale
- Cardinale Ludovico Ludovisi
- Cardinale Luigi Caetani
- Cardinale Ulderico Carpegna
- Cardinale Paluzzo Paluzzi Altieri degli Albertoni
- Papa Benedetto XIII
- Papa Benedetto XIV
- Papa Clemente XIII
- Cardinale Francesco Saverio de Zelada
- Papa Pio VII
- Vescovo Emanuele Custo

La successione apostolica è:
- Vescovo Giulio Mariano Carmelo Benso, O.S.B. (1828)